# Louis Pierre de Montbrun
Pour les articles homonymes, voir Montbrun.
Louis-Pierre de Montbrun, né le 1er mars 1770 à Florensac dans l'Hérault et mort le 7 septembre 1812 au cours de la bataille de la Moskova, est un général français de la Révolution et de l’Empire.
Louis-Pierre de Montbrun fait partie des grands cavaliers de l'époque napoléonienne, au même titre que Lasalle, Lefebvre-Desnouettes, Pajol ou Chamorin. Comme eux, il est passé à la postérité pour avoir chargé avec fougue et panache à la tête de ses hommes. Il fut célèbre non seulement pour son courage et son physique d'athlète mais aussi pour sa moustache noire.

## Biographie

### Sous la Révolution française
Il s'engage dans le 1er régiment de chasseurs d'Alsace le 5 mai 1789. Brigadier au même corps le 20 novembre 1791 et maréchal des logis le 11 juillet 1793, il fait, aux armées du Nord et de la Moselle, les campagnes de ces deux années, et celles des ans II, III, IV et V à l'Armée de Sambre-et-Meuse. Nommé adjudant le 10 vendémiaire an II et sous-lieutenant le 26 fructidor suivant, il est fait lieutenant le 9 thermidor an IV (27 juillet 1796) sur le champ de bataille d'Altendorf, pour avoir, au milieu de la mêlée, couvert de son corps le général Richepanse qui, blessé au bras, allait tomber au pouvoir de l'ennemi.
Capitaine au choix le 11 germinal an V, il passa, en l'an VI, à l'armée du Rhin. Il combat alors en Allemagne : le 13 vendémiaire an VIII (5 octobre 1799), il emporte de vive force la tête de pont de Nidda, près de Francfort, défendue par 2 000 Autrichiens. C'est à cette occasion que Moreau le nomme chef d'escadron le 14 du même mois. Il se distingue à Groß-Gerau le 12 octobre et à Erbach le 16 mai 1800, où il se fait remarquer au cours d'une charge. Confirmé dans ce grade le 26 germinal, il obtient celui de chef de brigade le 26 prairial, à la suite de plusieurs charges brillantes, effectuées à l'affaire du 16, pour empêcher l'ennemi de franchir un défilé. Il se signale pendant le reste de la campagne, principalement les 18 et 19 messidor, en détruisant en partie une colonne de la garnison d'Ulm que le général Richepanse tenait en état de blocus.

### Général de l'Empire
Déjà considéré comme l'un des meilleurs officiers de cavalerie de l'armée, Montbrun se trouve à Bruges avec son régiment lorsque, les 19 frimaire et 25 prairial an XII, il prend rang dans la Légion d'honneur comme membre et comme officier. Entre 1803 et 1805, il est à Bruges, puis il suit le 3e corps du maréchal Davout en Autriche. Quand un décret du 3 nivôse an XIV (24 décembre 1805) lui confère le grade de général de brigade, il a acquis des droits à cette faveur, et par sa conduite au combat de Ried, dont en grande partie il a assuré le succès, et par sa participation à la bataille d'Austerlitz.
Employé dans le royaume de Naples en 1806, il fait partie, vers la fin de la même année, du corps de la Grande Armée qui, sous les ordres de Vandamme, opère dans la Silésie concurremment avec le général Minucci ; il bat, le 30 novembre, près d'Ohlau, le prince d'Anhalt-Pless, lui fait 1 800 prisonniers et s'empare de 7 pièces de canon. Le 11 juin de l'année suivante, il remporte en Pologne un avantage non moins important à l'affaire du pont de Drewkenow, sur l'Omulew, avant d'être envoyé en Espagne pour accompagner Joseph Bonaparte en 1808.

### «Abandon de poste»
Intervient en 1808 un épisode qui aurait pu briser à jamais la carrière de Montbrun : celui-ci se fiance à Mlle de Morand — la fille du général baron Morand, gouverneur de la Corse —, mais alors qu'il se trouve à Bayonne, il reçoit l'ordre de rejoindre au plus vite l'Espagne. Ne voulant pas abandonner sa promise seule à Bayonne, il attend pendant quatre jours l'arrivée de sa sœur qui doit « chaperonner » sa jeune fiancée. Cependant sa brigade se bat en Espagne sans lui et Napoléon Ier, très en colère, parle même d'abandon de poste en présence de l'ennemi. Mis aux arrêts de rigueur, Montbrun veut à tout prix se racheter. Il commande l'avant-garde impériale lorsque, le 30 novembre 1808, les chevau-légers polonais accomplissent une charge légendaire dans la gorge de Somosierra, ouvrant à Napoléon la voie de Madrid. Le 13e bulletin de la Grande Armée du 2 décembre 1808, mentionne sa présence en tête des Polonais, ainsi que ses états de service comme le témoignage de ses contemporains (mémoires de Lejeune, mémoires du baron de Marbot). Toutefois, le général Pierre Dautancourt (en Toscane au moment des faits) écrit dans sa relation de la bataille que tel ne fut pas le cas. Dans son livre Les Polonais à Somosierra, le colonel Niegolewski, qui a participé à la charge, écrit que « ce général droit et brave, dont tous les Français pleuraient la mort, aurait sans doute aucun lui-même rejeté les lauriers qui n'étaient pas les siens » mais il note aussi qu'il fit partie de la première charge, perdit connaissance et ne dut la vie sauve qu'à l'intervention d'un chasseur à cheval. Joseph Zaluski, officier des chevau-légers polonais présent à Somosierra, tout en ne voulant pas être en opposition avec le récit de Niegolewski, donne un récit complémentaire où il finit par reconnaître que Montbrun commandait l'avant-garde la veille de la charge et finit par se contredire. Certains participants polonais de la charge ont laissé des témoignages où ils nient la présence de Montbrun à leur tête (d'autres récits font état de trois charges successives et que Montbrun, aux arrêts de rigueur, aurait eu l'honneur de commander la troisième et ultime charge, ce qui lui valut d'éviter le conseil de guerre).
Le 4 décembre de la même année, se trouvant en parlementaire à l'une des portes de Madrid pour engager le peuple de cette ville à cesser une défense inutile, et n'ayant pu cacher son indignation en entendant un garçon boucher prétendre ne vouloir traiter qu'avec le maréchal Bessières, qui commande de ce côté, la foule l'entoure, proférant contre lui des cris de mort ; il ne doit son salut qu'à son sabre, qui lui permet de se frayer un passage à travers la foule.

### De l'Espagne à la Russie

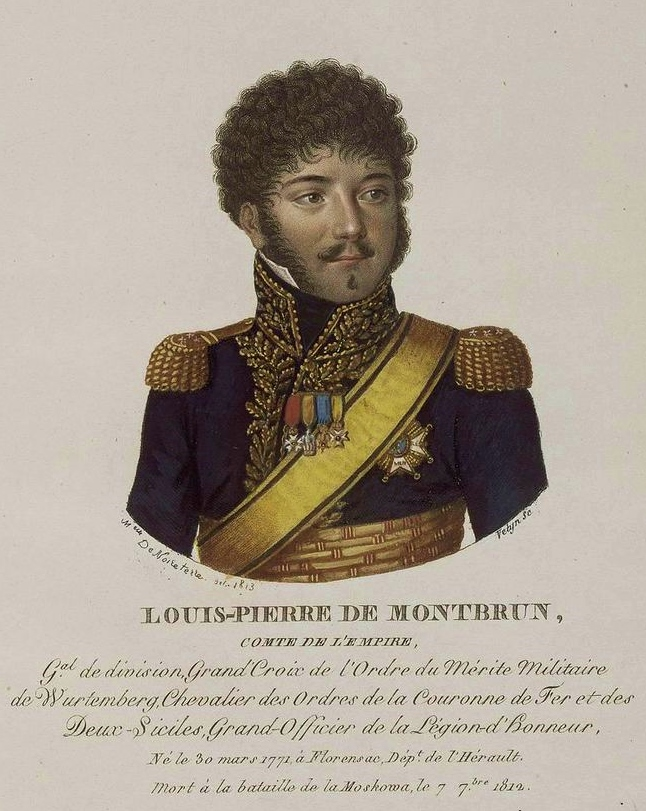
Philipp Velyn (1787–1836), d'après Marie-Thérèse de Noireterre, Louis-Pierre de Montbrun, comte de l'Empire, né le 30 mars 1771 à Florensac.

Créé comte de l'Empire en 1809, promu général de division le 9 mars et commandeur de la Légion d'honneur le 29 avril, il passe à l'armée d'Allemagne. L'Empereur lui donne le commandement d'une division de cavalerie légère forte de 4 000 chevaux, réunie au corps du général Lauriston. Le 22 avril, il combat à Eckmühl sous les ordres du maréchal Bessières, puis à Nittenau le 25 avril. Il passe, le 7 juin, la Rabnitz, non loin de Sovenhyaga, après avoir défait un corps de cavalerie hongroise, et à Raab le 14 juin 1809. Le 13 du même mois, à la veille de la bataille de Raab, marchant à l'avant-garde, il rencontre la cavalerie ennemie au village de Sazuak : entraîné par l'ardeur de ses troupes, il est un instant enveloppé et n'échappe à la capture que grâce à l'intervention du général Durutte qui vient à son secours avec sa division. Le lendemain, chargé avec deux brigades de cavalerie légère d'appuyer le mouvement de la division Seras, il oblige la droite de l'armée autrichienne de démasquer le front de son infanterie et par cette manœuvre, exécutée sous le feu d'une artillerie nombreuse, il arrête la cavalerie ennemie qui s'ébranlait pour paralyser l'attaque du général Seras.
Le 16, dans une reconnaissance sur Comorn, ses avant-postes sont brusquement attaqués par 600 chevaux, soutenus par de l'infanterie. Il se met alors à la tête d'un régiment rassemblé en hâte, fond sur les assaillants, les culbute et les ramène sous les murs de Comorn. L'Empereur, en témoignage de sa satisfaction, le fait chevalier de la Couronne de fer le 9 juillet de la même année, et lui confie le 10 avril 1810 le commandement de la cavalerie de réserve de l'armée que Masséna commande au Portugal.
Dans cette contrée, il se place au rang des Lasalle, des Milhaud et des Colbert. Du 24 juillet au 28 août 1810, il met le siège devant Almeida, puis se distingue en contournant les lignes britanniques après la bataille de Buçaco le 29 septembre 1810. À cette dernière affaire, marchant sur la droite de l'armée ennemie, il charge en colonne par régiment vingt escadrons anglais qu'il parvient à repousser. Il est récompensé de cette action par la croix de grand officier de la Légion d'honneur. À la bataille de Fuentes de Oñoro, le 5 mai 1811, il charge avec 2 400 chevaux et taille en pièces trois carrés britanniques, fragilisant l'aile droite de l'armée ennemie. Il commande une nouvelle fois la cavalerie française au combat d'El Bodón, le 25 septembre. Marmont ayant remplacé Masséna, il sert ensuite à l'armée d'Aragon, dans l'est de l'Espagne.
Il est moins heureux lorsqu'il entreprend au mois de décembre, malgré les observations du maréchal Suchet, de s'emparer d'Alicante. À peine arrivé devant cette place, il est forcé de se retirer. Charles Mullié indique que cette opération, dont se plaint le général en chef dans ses rapports officiels, a été sévèrement censurée par la plupart des écrivains militaires, qui l'accusent de négligence dans le maintien de la discipline, sans songer qu'à cette époque les troupes françaises en Espagne, abandonnées pour ainsi dire à elles-mêmes, subsistaient des seules ressources que leur procurait le pays.
Il est rappelé en France en 1812 pour prendre la tête du 2e corps de réserve de cavalerie sous Joachim Murat. Gagnant la Russie avec la Grande Armée, il se bat contre les cosaques à Sventsiany le 3 juillet 1812, et sur la Desna deux jours plus tard. Il est tué à la bataille de la Moskova, le 7 septembre 1812, par un boulet qui le frappe au côté peu après le déclenchement de la bataille (Larrey, chirurgien en chef de la Garde impériale, constatera que le boulet lui a labouré les reins et la colonne vertébrale).
Son nom est gravé sur l'arc de triomphe de l'Étoile, côté Sud.

## Récapitulatif

### État de service
- Engagement dans le 1er régiment de chasseurs d'Alsace le 5 mai 1789 ;
- Brigadier le 20 novembre 1791 ;
- Maréchal des logis le 11 juillet 1793 ;
- adjudant le 1er octobre 1793 ;
- Elu sous-lieutenant le 12 septembre 1794 ;
- Aide de camp du général Richepance en 1796 ;
- Lieutenant (promu sur le champ de bataille d'Altendorf) le 27 juillet 1796 ;
- Capitaine en 1797 ;
- Chef d'escadron à titre provisoire en octobre 1799 ;
- Confirmé dans son grade de chef d'escadron dans le 5e régiment de dragons le 5 mars 1800 ;
- Repasse au 1er régiment de chasseurs à cheval sur sa demande le 16 avril 1800 ;
- Chef de brigade à titre provisoire du 1er régiment de chasseurs à cheval le 15 juin 1800 ;
- Reversé au 8e régiment de hussards le 26 octobre 1800 ;
- Reprend le commandement du 1er régiment de chasseurs à cheval le 28 novembre 1800 ;
- Général de brigade le 24 décembre 1805 ;
- Général de division le 9 mars 1809.

### Titres
- Chevalier de Montbrun et de l'Empire[réf. à confirmer][3]
- Baron de Montbrun et de l'Empire le 19 mars 1808 ;
- Comte de Montbrun et de l'Empire le 15 août 1809.

### Distinctions

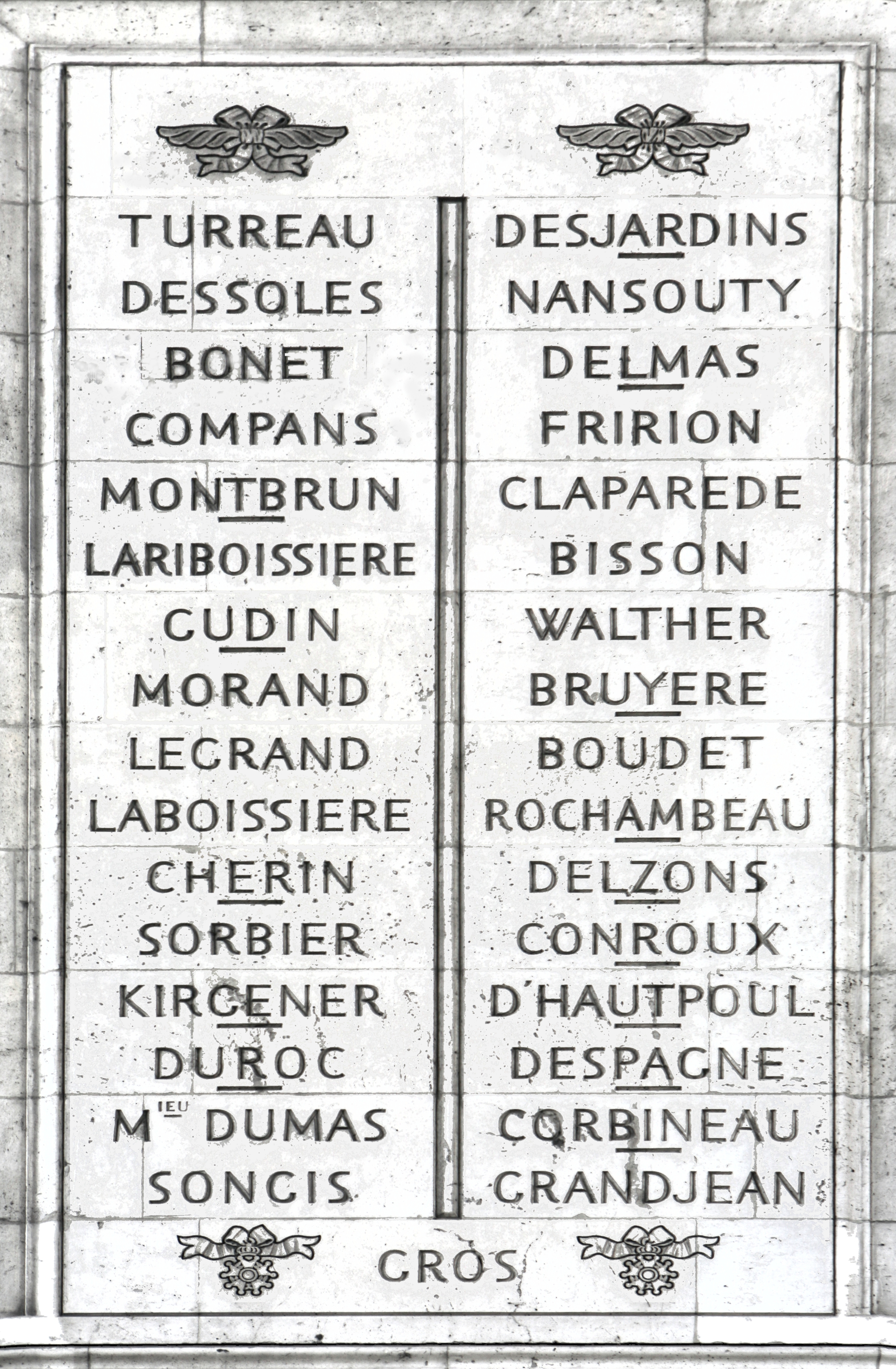
Noms gravés sous l'arc de triomphe de l'Étoile : pilier Est, 15e et 16e colonnes.

| Grand-croix de l'Ordre du Mérite militaire du Wurtemberg | Grand officier de la Légion d'honneur | Chevalier de l'Ordre de la Couronne de Fer | Chevalier de l'ordre des Deux-Siciles |

- Grand-croix de l'Ordre du Mérite militaire du Wurtemberg.
- Légion d'honneur :
  - Membre de la Légion d'honneur le 11 décembre 1803 ;
  - Officier de la Légion d'honneur le 14 juin 1804 ;
  - Commandeur de la Légion d'honneur le 29 avril 1809 ;
  - Grand officier de la Légion d'honneur le 30 juin 1811 ;
- Chevalier de l'ordre de la Couronne de Fer le 9 juillet 1809 ;
- Chevalier de l'ordre des Deux-Siciles (voir portrait de Velyn).

### Hommages, honneurs, mentions…
- Il fait partie des 660 personnalités à avoir son nom gravé sous l’arc de triomphe de l'Étoile. Il apparaît sur la 15e colonne (l’Arc indique MONTBRUN).
- Une rue porte son nom dans le 14e arrondissement de Paris[3]

## Règlement d'armoiries
| Image | Armoiries |
| ----- | --- |
|       | Armes du comte Montbrun et de l'Empire Écartelé : au 1, du quartier des comtes militaires ; au 2, de sable, à un lévrier assis et contourné d'or ; au 3, d'azur, à deux tourterelles d'argent ; au 4, de sable, à une cuirasse antique, surmontée d'un casque d'or. |